# Nicolai Gedda

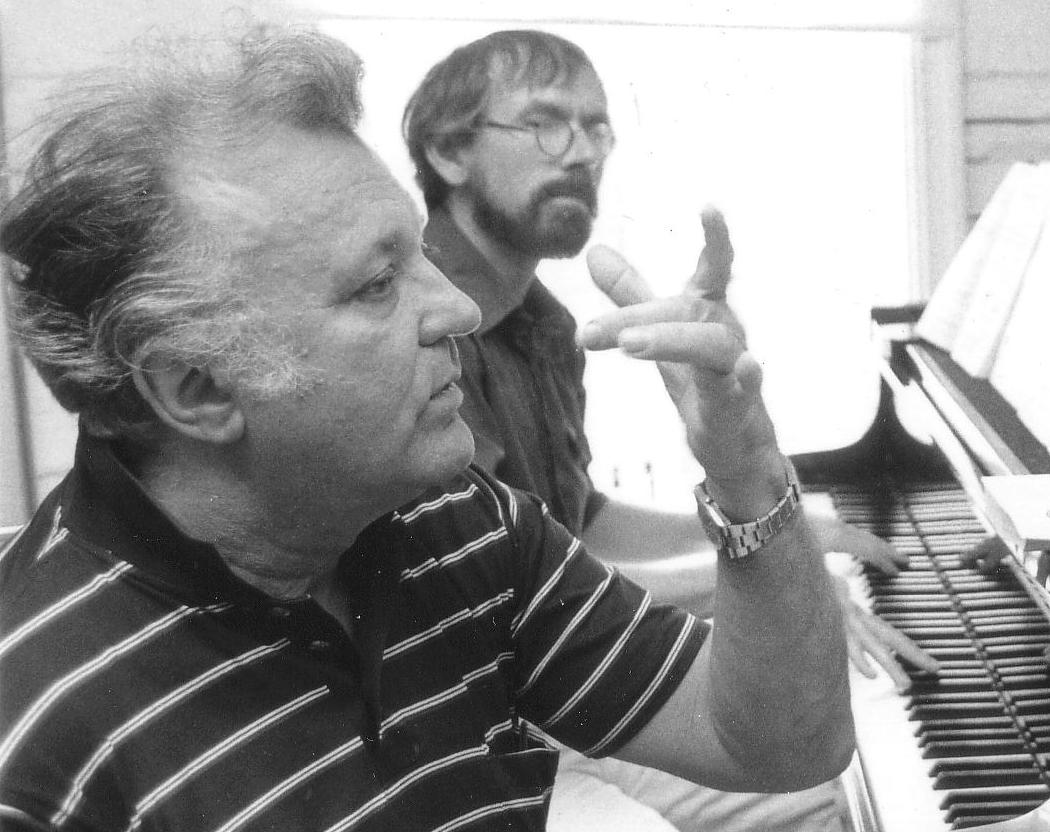
Nicolai Gedda 1987.

Harry Gustaf Nicolai Gedda (tidigare folkbokförd Gädda), ursprungligen Lindberg, född 11 juli 1925 i Brännkyrka församling i Stockholm, död 8 januari 2017 i Tolochenaz, Schweiz, var en svensk operasångare (tenor), konsertsångare och sångpedagog.

## Biografi
Nicolai Gedda föddes utom äktenskap 1925. Hans biologiska föräldrar var Clary Linnéa Lindberg (1906–1993) och byggnadsarbetaren Nikolai Gedda (1904–1976). Han adopterades 1927 av sin ogifta faster Olga Gedda (1893–1985) som året efter gifte sig med sångaren Michail Ustinoff (1888–1963).
Gedda studerade sång för Martin Öhman och för ovannämnde donkosacken Michail Ustinoff. Han gjorde sin debut på Operan i november 1951 som del i en sångkvartett i Heinrich Sutermeisters balett Röda stöveln /Der rote Stiefel och fick sitt genombrott 8 april 1952 som "Chapelou" i Adolphe Adams Postiljonen från Lonjumeau. Gedda gjorde  ett stort antal lyriska roller, bland annat inom den klassiska franska repertoaren. Han nådde  även framgångar som Mozartsångare, bland annat som Belmonte i Enleveringen ur Seraljen och Ferrando i Così fan tutte. Under 1960-talet började han även göra tyngre partier såsom Wagners Lohengrin (detta var dock det enda tillfälle i karriären han sjöng Wagner) och Berlioz Benvenuto Cellini.
Han engagerades vid världens alla stora operahus med debut på La Scala i Milano den 12 december 1953 som "Don Ottavio" i Mozarts Don Giovanni. Senare framträdde han bland annat på Covent Garden i London, Metropolitan i New York och Parisoperan. På senare år gjorde han turnéer i Ryssland och möttes av stående ovationer. Han behärskade sex språk mer eller mindre flytande. Vid sidan av engagemangen vid de olika operahusen sjöng han i kyrkor över hela Sverige. Hans biografi har översatts till både engelska och tyska.
Han var aktiv så sent som 2001, då han sjöng Kejsarens roll Altoum i en inspelning av Puccinis Turandot för Chandos och 2003 då han medverkade som översteprästen vid en inspelning av Mozarts Idomeneo. Gedda är, tillsammans med bland andra Luciano Pavarotti och Plácido Domingo, en av de tenorer   som spelat in flest skivor av alla inom sitt röstfack. Gedda hade – oavsett produktionens storlek – en unik bredd i sin repertoar där även ett antal operettinspelningar, främst för EMI, samt upptagningar med romanser ingick. Egenartat nog uppträdde Gedda under sin karriär (enligt memoarerna) endast i tre uppsättningar av traditionella operetter. Ett mycket omfattande och kanske mindre känt romansmaterial inspelades i Sverige under senare delen av sångarens mycket långa karriär. 
Första gången han var gift 1953–1961 var med pianisten Nadine Sapounoff-Nova (född 1929), andra gången 1965–1991 med Anastasia Caraviotis (född 1937) och tredje gången från 1997 till sin död med journalisten och författaren Aino Sellermark (1927-2019).
Nicolai Gedda bodde i franskspråkiga Schweiz. Han är gravsatt i en minneslund på Galärvarvskyrkogården i Stockholm.

## Priser och utmärkelser
- 1965 – Hovsångare
- 1966 – Ledamot nr 725 av Kungliga Musikaliska Akademien
- 1968 – Litteris et Artibus
- 1970 – Teaterförbundets guldmedalj "för utomordentlig konstnärlig gärning"
- 1976 – Medaljen för tonkonstens främjande
- 1987 – Fonogramartistpristagare
- 2010 –  Riddare av Hederslegionen[19]

## Diskografi
- Hunt, John (1995). A notable quartet: Janowitz, Ludwig, Gedda, Fischer-Dieskau: discographies. London: Hunt. Libris 13551533. ISBN 0-9525827-1-6

| Titel                                                                           | Komponist                                                                                          | Inspelnings- ort | Inspelnings- år | Dirigent                         | Motspelare                                   | Skivmärke             |
| ------------------------------------------------------------------------------- | -------------------------------------------------------------------------------------------------- | ---------------- | --------------- | -------------------------------- | -------------------------------------------- | --------------------- |
| Boris Godunov                                                                   | Modest Musorgskij                                                                                  | Paris            | 1952            | Issay Dobrowen                   | Boris Christoff                              | HMV                   |
| Faust                                                                           | Charles Gounod                                                                                     | Paris            | 1953            | André Cluytens                   | Victoria de los Angeles                      | HMV                   |
| Mireille                                                                        | Charles Gounod                                                                                     | Paris            | 1954            |                                  |                                              | HMV                   |
| Turken i Italien                                                                | Gioacchino Rossini                                                                                 | Milano           | 1954            |                                  | Maria Callas                                 | HMV                   |
| Arabella (tvärsnitt)                                                            | Richard Strauss                                                                                    | London           | 1954            |                                  | Elisabeth Schwarzkopf                        | HMV                   |
| Madama Butterfly                                                                | Giacomo Puccini                                                                                    | Milano           | 1955            | Herbert von Karajan              | Maria Callas                                 | HMV                   |
| Le devin du village                                                             | Jean-Jacques Rousseau                                                                              | Paris            | 1956            | Louis de Froment                 | Janine Micheau                               | HMV                   |
| Don Juan                                                                        | Wolfgang Amadeus Mozart                                                                            | Paris            | 1956            | Hans Rosbaud                     | Teresa Stich-Randall                         | HMV                   |
| Platée                                                                          | Jean-Philippe Rameau                                                                               | Aix-en-Provence  | 1956            |                                  |                                              | HMV                   |
| Glada änkan                                                                     | Franz Lehár                                                                                        | London           | 1952            | Otto Ackermann                   | Elisabeth Schwarzkopf                        | HMV                   |
| Leendets land                                                                   | Franz Lehár                                                                                        | London           | 1952            | Otto Ackermann                   | Elisabeth Schwarzkopf                        | HMV                   |
| Zigenarbaronen                                                                  | Johann Strauss den yngre                                                                           | London           | 1954            | Otto Ackermann                   | Elisabeth Schwarzkopf                        | HMV                   |
| En natt i Venedig                                                               | Johann Strauss den yngre                                                                           | London           | 1954            |                                  | Elisabeth Schwarzkopf                        | HMV                   |
| Wiener Blut                                                                     | Johann Strauss den yngre                                                                           | London           | 1954            |                                  | Elisabeth Schwarzkopf                        | HMV                   |
| Läderlappen                                                                     | Johann Strauss den yngre                                                                           | London           | 1955            | Herbert von Karajan              | Elisabeth Schwarzkopf                        | HMV                   |
| H-mollmässan                                                                    | Johann Sebastian Bach                                                                              | London           | 1952            | Herbert von Karajan              | Elisabeth Schwarzkopf                        | HMV                   |
| Persefone                                                                       | Igor Stravinskij                                                                                   | Paris            | 1955            | André Cluytens                   |                                              | HMV                   |
| Operatic arias                                                                  | Varierande                                                                                         | London           | 1954            | Alceo Galliera                   |                                              | HMV                   |
| Rosenkavaljeren                                                                 | Richard Strauss                                                                                    | London           | 1956            | Herbert von Karajan              | Elisabeth Schwarzkopf                        | HMV                   |
| Orpheus och Euridice                                                            | Christoph Willibald Gluck                                                                          | Paris            | 1957            |                                  | Janine Micheau                               | HMV                   |
| Barberaren från Bagdad                                                          | Peter Cornelius                                                                                    | London           | 1956            |                                  | Elisabeth Schwarzkopf                        | HMV                   |
| Capriccio                                                                       | Richard Strauss                                                                                    | London           | 1957            | Wolfgang Sawallisch              | Elisabeth Schwarzkopf                        | HMV                   |
| Mozart arias                                                                    | Wolfgang Amadeus Mozart                                                                            | Paris            | 1957            | André Cluytens                   |                                              | HMV                   |
| Livet för tsaren                                                                | Michail Glinka                                                                                     | Paris            | 1957            | Boris Christoff                  | Igor Markevitch                              | HMV                   |
| Symfoni nr 9                                                                    | Ludwig van Beethoven                                                                               | Berlin           | 1957            | André Gluytens                   |                                              | HMV                   |
| Carmen (utdrag)                                                                 | Georges Bizet                                                                                      | Paris            | 1959            | Thomas Beecham                   | Victoria de los Angeles                      | HMV                   |
| Pärlfiskarna                                                                    | Georges Bizet                                                                                      | Paris            | 1960            | Pierre Dervaux                   | Janine Micheau                               | HMV                   |
| Ifigenia på Tauris (tvärsnitt)                                                  | Christoph Willibald Gluck                                                                          | Paris            | 1961            | Georges Prêtre                   |                                              | HMV                   |
| Alceste (tvärsnitt)                                                             | Christoph Willibald Gluck                                                                          | Paris            | 1961            | André Cluytens                   |                                              | HMV                   |
| Matteuspassionen                                                                | Johann Sebastian Bach                                                                              | London           | 1961            | Otto Klemperer                   | Elisabeth Schwarzkopf                        | HMV                   |
| Evening bells and other Russian folk songs                                      | Varierande                                                                                         | New York         | 1963            | Nicholas P. Afonsky              | Cappella Russian Male Chorus                 | Capitol               |
| La damnation de Faust (tvärsnitt)                                               | Hector Berlioz                                                                                     | Paris            | 1961            | André Cluytens                   |                                              | HMV                   |
| Vanessa                                                                         | Samuel Barber                                                                                      | New York         | 1958            |                                  |                                              | RCA                   |
| Missa solemnis                                                                  | Ludwig van Beethoven                                                                               | Wien             | 1958            | Herbert von Karajan              | Elisabeth Schwarzkopf                        | HMV                   |
| Lakmé (tvärsnitt)                                                               | Léo Delibes                                                                                        | Paris            | 1961            | Georges Prêtre                   |                                              | HMV                   |
| Gedda à Paris. Airs d'opéras français chantés en français                       | Varierande                                                                                         | Paris            | 1961            | Georges Prêtre                   |                                              | HMV                   |
| La Bohème                                                                       | Giacomo Puccini                                                                                    | Rom              | 1963            | Thomas Schippers                 | Mirella Freni                                | HMV                   |
| Sömngångerskan                                                                  | Vincenzo Bellini                                                                                   | New York         | 1963            | Richard Bonynge & Silvio Varviso | Joan Sutherland                              | Melodiya              |
| Requiem                                                                         | Giuseppe Verdi                                                                                     | London           | 1963            | Carlo Maria Giulini              |                                              | HMV                   |
| Glagolitisk mässa                                                               | Leoš Janáček                                                                                       | New York         | 1963            | Leonard Bernstein                |                                              | CBS                   |
| Trollflöjten                                                                    | Wolfgang Amadeus Mozart                                                                            | London           | 1964            | Otto Klemperer                   |                                              | HMV                   |
| Hoffmanns äventyr                                                               | Jacques Offenbach                                                                                  | Paris            | 1964            | André Gluytens                   |                                              | EMI                   |
| Romeo och Julia                                                                 | Charles Gounod                                                                                     | Paris            | 1964            |                                  |                                              | EMI                   |
| Messias                                                                         | Georg Friedrich Händel                                                                             | London           | 1964            | Otto Klemperer                   |                                              | EMI                   |
| Welterfolge                                                                     | Varierande                                                                                         | München          | 1964            | Willy Mattes                     |                                              | EMI                   |
| Årstiderna, oratorium                                                           | Joseph Haydn                                                                                       | München          | 1964            | Wolfgang Gönnenwein              | Süddeutsche Madrigalchor                     | EMI                   |
| Postiljonen från Lonjumeau                                                      | Adolphe Adam                                                                                       | München          | 1965            | Fritz Lehan                      |                                              | EMI                   |
| Bella Venezia (operettmelodier)                                                 | Varierande                                                                                         | München          | 1965            |                                  | Anneliese Rothenberger                       | EMI                   |
| Nicolai Gedda sings lyric songs and arias with Gerald Moore                     | Varierande                                                                                         |                  | 1965            |                                  | Gerald Moore (piano)                         | EMI                   |
| Svenska sånger 1                                                                | Varierande                                                                                         |                  | 1952            |                                  |                                              | HMV                   |
| Svenska sånger 2                                                                | Varierande                                                                                         |                  | 1962            |                                  |                                              | HMV                   |
| Svenska sånger 3                                                                | Varierande                                                                                         |                  | 1966            |                                  |                                              | HMV                   |
| Svenska sånger 4                                                                | Varierande                                                                                         |                  | 1968            |                                  |                                              | HMV                   |
| Ödets makt                                                                      | Giuseppe Verdi                                                                                     | Dresden          | 1965            | Giuseppe Patané                  | Grace Bumbry                                 | EMI                   |
| Tsar och timmerman                                                              | Albert Lortzing                                                                                    | Dresden          | 1965            | Robert Heger                     |                                              | EMI                   |
| Evangelimann                                                                    | Wilhelm Kienzl                                                                                     | München          | 1965            |                                  | Anneliese Rothenberger                       | EMI                   |
| L’Enfance du Christ                                                             | Hector Berlioz                                                                                     | Paris            | 1961            | André Cluytens                   |                                              | EMI                   |
| Enleveringen ur Seraljen                                                        | Wolfgang Amadeus Mozart                                                                            | Wien             | 1966            | Josef Krips                      | Anneliese Rothenberger                       | EMI                   |
| Don Juan                                                                        | Wolfgang Amadeus Mozart                                                                            | London           | 1966            | Otto Klemperer                   |                                              | EMI                   |
| Undine                                                                          | Albert Lortzing                                                                                    | Berlin           | 1966            | Robert Heger                     | Anneliese Rothenberger                       | EMI                   |
| Madama Butterfly (tvärsnitt)                                                    | Giacomo Puccini                                                                                    | Berlin           | 1966            |                                  | Anneliese Rothenberger                       | EMI                   |
| Kärleksdrycken                                                                  | Gaetano Donizetti                                                                                  | Rom              | 1966            |                                  | Mirella Freni                                | EMI                   |
| Swedish Christmas songs                                                         | Varierande                                                                                         |                  | 1966            |                                  | Geoffrey Parsons (piano)                     | EMI                   |
| Rigoletto                                                                       | Giuseppe Verdi                                                                                     | Rom              | 1967            | Francesco Molinari Pradelli      |                                              | EMI                   |
| Berühmte deutsche Arien                                                         | Varierande                                                                                         | München          | 1967            | Heinrich Bender                  |                                              | EMI                   |
| Arias and Duets                                                                 | Vincenzo Bellini & Gaetano Donizetti                                                               | London           | 1966            |                                  | Mirella Freni                                | EMI                   |
| L'Art de la Melodie                                                             | Varierande                                                                                         | Paris            | 1967            |                                  | Aldo Ciccolini (piano)                       | EMI                   |
| Enleveringen ur Seraljen                                                        | Wolfgang Amadeus Mozart                                                                            | London           | 1967            | Yehudi Menuhin                   | Mattiwilda Dobbs                             | EMI                   |
| Wilhelm Tell (tvärsnitt)                                                        | Gioacchino Rossini                                                                                 | Paris            | 1967            |                                  |                                              | EMI                   |
| Opera Recital 2                                                                 | Varierande                                                                                         | London           | 1967            | Giuseppe Patané                  | EMI                                          |                       |
| Martha                                                                          | Friedrich von Flotow                                                                               | München          | 1968            | Robert Heger                     | Anneliese Rothenberger                       | EMI                   |
| Christmas Songs                                                                 | Varierande                                                                                         | New York         | 1967            |                                  | Leontyne Price                               | Firestone             |
| Glada änkan                                                                     | Franz Lehár                                                                                        |                  | 1962            | Lovro von Matacic                | Elisabeth Schwarzkopf                        | HMV                   |
| Carmen                                                                          | Georges Bizet                                                                                      |                  | 1964            | Georges Prêtre                   | Maria Callas                                 | EMI                   |
| Leendets land                                                                   | Franz Lehár                                                                                        | München          | 1967            | Willy Mattes                     | Anneliese Rothenberger                       | EMI                   |
| Wiener Blut & Giuditta                                                          | Richard Strauss & Franz Lehár                                                                      | München          | 1965            | Willy Mattes                     |                                              | EMI                   |
| En natt i Venedig                                                               | Johann Strauss den yngre                                                                           | München          | 1967            |                                  |                                              | EMI                   |
| H-mollmässan                                                                    | Johann Sebastian Bach                                                                              | London           | 1967            | Otto Klemperer                   |                                              | HMV                   |
| Tiggarstudenten                                                                 | Carl Millöcker                                                                                     | München          | 1973            | Franz Allers                     |                                              | EMI                   |
| Tsarevitj                                                                       | Franz Lehár                                                                                        | München          | 1968            | Willy Mattes                     | Rita Streich                                 | EMI                   |
| Orfeus och Eurydike                                                             | Joseph Haydn                                                                                       |                  | 1967            | Richard Bonynge                  | Joan Sutherland                              | EMI                   |
| Greven av Luxemburg                                                             | Franz Lehár                                                                                        | München          | 1968            | Willy Mattes                     | Lucia Popp                                   | EMI                   |
| Werther                                                                         | Jules Massenet                                                                                     | Paris            | 1968            | Victoria de los Angeles          | Georges Prêtre                               | EMI                   |
| Manon                                                                           | Jules Massenet                                                                                     | London           | 1970            | Julius Rudel                     | Beverly Sills                                | HMV                   |
| La Traviata                                                                     | Giuseppe Verdi                                                                                     | London           | 1971            | Aldo Ceccaio                     | Beverly Sills                                | EMI                   |
| Friskytten                                                                      | Carl Maria von Weber                                                                               | München          | 1969            | Robert Heger                     | Birgit Nilsson                               | EMI                   |
| Elias                                                                           | Felix Mendelssohn                                                                                  | München          | 1968            | Rafael Frühbeck de Burgos        | Dietrich Fischer-Dieskau                     | EMI                   |
| Matteuspassionen                                                                | Johann Sebastian Bach                                                                              | Stuttgart        | 1968            | Wolfgang Gönnenwein              | Julia Hamari                                 | EMI                   |
| Kristus på Oljeberget, oratorium                                                | Ludwig van Beethoven                                                                               | Bonn             | 1970            | Volker Wangenheim                | Christina Deutekom                           | EMI                   |
| Berühmte russische Arien                                                        | Mikhail Glinka, Pjotr Tjajkovskij, Nikolaj Rimskij-Korsakov, Modest Musorgskij, Sergej Rachmaninov | München          | 1969            | Živojin Zdravković               |                                              | EMI                   |
| Gesänge des Nordens                                                             | Varierande                                                                                         | Stockholm        | 1968            |                                  | Jan Eyron(piano)                             | EMI                   |
| Nicolai Gedda singt Liebeslieder von Beethoven                                  | Ludwig van Beethoven                                                                               | Stockholm        | 1968            |                                  | Jan Eyron (piano)                            | EMI                   |
| Die schöne Müllerin                                                             | Franz Schubert                                                                                     | Berlin           | 1971            |                                  | Jan Eyron (piano)                            | EMI                   |
| Song Recital                                                                    | Sergej Rachmaninov                                                                                 | Paris            | 1969            |                                  | A. Weissenberg (piano)                       | EMI                   |
| Der heitere Beethoven                                                           | Ludwig van Beethoven                                                                               | Stockholm        | 1969            |                                  | Jan Eyron (piano)                            | EMI                   |
| Operetta Recital                                                                | Franz Lehár                                                                                        | München          | 1970            |                                  |                                              | EMI                   |
| En valsdröm                                                                     | Oscar Strauss                                                                                      | München          | 1970            | Willy Mattes                     | Anneliese Rothenberger                       | EMI                   |
| Zigenarbaronen                                                                  | Johann Strauss den yngre                                                                           | München          | 1969            | Franz Allers                     | Grace Bumbry                                 | EMI                   |
| Live Recordings Of Outstanding Musicians                                        | Franz Schubert & Richard Strauss den yngre                                                         | Salzburg         | 1971            |                                  | Erik Werba (piano)                           | Melodiya              |
| The comic Beethoven                                                             | Ludwig van Beethoven                                                                               | München          | 1971            |                                  | Anneliese Rothenberger                       | Seraphim              |
| Läderlappen                                                                     | Johann Strauss den yngre                                                                           | Wien             | 1971            | Willi Boskovsky                  | Anneliese Rothenberger                       | EMI                   |
| Wilhelm Tell                                                                    | Gioacchino Rossini                                                                                 | London           | 1972            | Lamberto Gardelli                | Gabriel Bacquier                             | EMI                   |
| La damnation de Faust                                                           | Hector Berlioz                                                                                     | Paris            | 1969            | Georges Prêtre                   | Janet Baker                                  | EMI                   |
| La damnation de Faust                                                           | Hector Berlioz                                                                                     | London           | 1973            | Colin Davis                      |                                              | HMV                   |
| Benvenuto Cellini                                                               | Hector Berlioz                                                                                     | London           | 1972            | Colin Davis                      | Christiane Eda-Pierre                        | Philips               |
| Palestrina                                                                      | Hans Pfitzner                                                                                      | München          | 1973            | Rafael Kubelik                   |                                              | DG                    |
| Requiem                                                                         | Wolfgang Amadeus Mozart                                                                            | London           | 1971            | Daniel Barenboim                 | Janet Baker                                  | EMI                   |
| Symfoni nr 9                                                                    | Ludwig van Beethoven                                                                               | München          | 1973            | Rudolf Kempe                     |                                              | EMI                   |
| Idomeneo                                                                        | Wolfgang Amadeus Mozart                                                                            | Dresden          | 1971            | Hans Schmidt-Isserstedt          |                                              | EMI                   |
| Song Recital                                                                    | Robert Stolz                                                                                       | München          | 1968            |                                  |                                              | EMI                   |
| Les inspirations insolites d'Erik Satie                                         | Erik Satie                                                                                         | Paris            | 1969            |                                  | Aldo Ciccolini(piano)                        | EMI                   |
| Der heitere Schubert. Meisterwerke des musikalischen Humors "Eine Schubertiade" | Franz Schubert                                                                                     | München          | 1973            |                                  | Walter Berry (bas)                           | EMI                   |
| Solokantaten                                                                    | Johann Sebastian Bach                                                                              | Basel            | 1971            |                                  | Hans-Martin Linde (flöjt)                    | EMI                   |
| Puritanerna                                                                     | Vincenzo Bellini                                                                                   | London           | 1973            | Julius Rudel                     | Beverly Sills                                | EMI                   |
| Don Carlos (tvärsnitt)                                                          | Giuseppe Verdi                                                                                     | Berlin           | 1973            | Giuseppe Patanè                  | Dietrich Fischer-Dieskau                     | EMI                   |
| Faust (tvärsnitt)                                                               | Charles Gounod                                                                                     | Berlin           | 1973            |                                  | Dietrich Fischer-Dieskau                     | EMI                   |
| Csardasfurstinnan                                                               | Emmerich Kálmán                                                                                    | München          | 1973            |                                  | Anneliese Rothenberger                       | EMI                   |
| Grevinnan Mariza                                                                | Emmerich Kálmán                                                                                    | München          | 1973            | Willy Mattes                     | Anneliese Rothenberger                       | EMI                   |
| Das Paradies und Peri                                                           | Robert Schumann                                                                                    | Düsseldorf       | 1973            | Henryk Czyz                      | Edda Moser                                   | EMI                   |
| Abu Hassan                                                                      | Carl Maria von Weber                                                                               | München          | 1973            |                                  |                                              | EMI                   |
| Song Recital                                                                    | Nikolaj Tjerepnin                                                                                  | Paris            | 1973            |                                  |                                              | EMI                   |
| Così fan tutte (utdrag)                                                         | Wolfgang Amadeus Mozart                                                                            | London           | 1974            | Colin Davis                      | Janet Baker                                  | Philips               |
| Lélio, ou le retour à la vie                                                    | Hector Berlioz                                                                                     | Paris            | 1973            | Jean Martinon                    |                                              | EMI                   |
| Euryanthe                                                                       | Carl Maria von Weber                                                                               | Dresden          | 1974            | Marek Janowski                   | Jessye Norman                                | EMI                   |
| Margarethe (tvärsnitt)                                                          | Charles Gounod                                                                                     | Berlin           | 1974            | Giuseppe Patané                  | Edda Moser                                   | EMI                   |
| Barberaren i Sevilla                                                            | Gioacchino Rossini                                                                                 | London           | 1974            | James Levine                     | Beverly Sills                                | EMI                   |
| Duette aus französischen Opern                                                  | Varierande                                                                                         | Paris            | 1974            | Pierre Dervaux                   | Madi Mesplé                                  | EMI                   |
| Melodie Roussel                                                                 | Albert Roussel                                                                                     | Paris            | 1974            |                                  |                                              | EMI                   |
| Die Opernprobe                                                                  | Albert Lortzing                                                                                    | München          | 1975            | Otmar Suitner                    |                                              | EMI                   |
| Den lurade Kadin                                                                | Christoph Willibald Gluck                                                                          | München          | 1975            | Otmar Suitner                    | Helen Donat                                  | EMI                   |
| Die Zwillingbrüder                                                              | Franz Schubert                                                                                     | München          | 1975            | Wolfgang Sawallisch              | Dietrich Fischer-Dieskau                     | EMI                   |
| Heitere Klassiker (Arior)                                                       | Varierande                                                                                         | München          | 1975            |                                  |                                              | EMI                   |
| Chants liturgiques orthodoxes                                                   | Varierande                                                                                         | Paris            | 1975            | Eugen Evetz                      | Kör från ryska ortodoxa kyrkan i Paris       | Philips               |
| The Dream of Gerontius                                                          | Edward Elgar                                                                                       | London           | 1975            | Adrian Boult                     | Helen Watts                                  | EMI                   |
| Capuleti ed i Montecchi                                                         | Vincenzo Bellini                                                                                   | London           | 1975            | Giuseppe Patanè                  | Beverly Sills                                | EMI                   |
| Teaterdirektören                                                                | Wolfgang Amadeus Mozart                                                                            | Paris            | 1975            | Eberhard Schoener                | Mady Mesplé                                  | EMI                   |
| Wiener Blut                                                                     | Johann Strauss den yngre                                                                           | Düsseldorf       | 1976            | Willi Boskovsky                  |                                              | EMI                   |
| Thaïs                                                                           | Jules Massenet                                                                                     | London           | 1976            | Lorin Maazel                     | Beverly Sills                                | EMI                   |
| Mélodies                                                                        | Francis Poulenc                                                                                    | Paris            | 1976            |                                  | Dalton Baldwin (piano]                       | EMI                   |
| Kröningsmässan ; Vesperae solennes                                              | Wolfgang Amadeus Mozart                                                                            | München          | 1976            | Eugen Jochum                     | Edda Moser                                   | EMI                   |
| Boris Godunov (utdrag)                                                          | Modest Musorgskij                                                                                  | Katowice         | 1976            | Jerzy Semkow                     |                                              | EMI                   |
| Sånger ur den ortodoxa liturgin                                                 | Varierande                                                                                         | London           | 1977            | Eugen Evetz                      |                                              | Philips               |
| Hymns and chants of the Russian orthodox church                                 | Varierande                                                                                         | London           | 1977            | Michael Fortounatto              |                                              | Fidélis               |
| Hymns And Chants Of The Russian Orthodox Church                                 | Varierande                                                                                         | London           | 1977            | Michael Fortounatto              |                                              | Ikon                  |
| Paganini                                                                        | Franz Lehár                                                                                        | München          | 1977            | Willi Boskovsky                  | Anneliese Rothenberger                       | EMI                   |
| Louise                                                                          | Gustave Charpentier                                                                                | Paris            | 1977            | Julius Rudel                     | Beverly Sills                                | EMI                   |
| Nicolai Gedda i Oderljunga kyrka                                                | Varierande                                                                                         | Oderljunga       | 1978            |                                  | Einar Nilsson (orgel) Perstorps Högstadiekör | KARP                  |
| Cendrillon = Askungen                                                           | Jules Massenet                                                                                     | London           | 1978            | Julius Rudel                     | Frederica von Stade                          | ]                     |
| Lady Macbeth från Mzensk                                                        | Dmitrij Sjostakovitj                                                                               | London           | 1979            | Mstislav Rostropovitj            | Galina Visjnevskaja                          | ]                     |
| Sånger                                                                          | Wilhelm Peterson-Berger                                                                            | Stockholm        | 1980            |                                  | Jan Eyron (piano)                            | Bluebell              |
| Russian Songs And Romances = Русские Песни И Романсы                            | Varierande                                                                                         |                  | 1980            |                                  |                                              | Melodiya              |
| Sånger. Gunnar de Frumerie - Pär Lagerkvist                                     | Gunnar de Frumerie                                                                                 |                  | 1981            |                                  | Jan Eyton (piano)                            | Bluebell              |
| Padmâvatî                                                                       | Albert Roussel                                                                                     | Toulouse         | 1982            | Michel Plasson                   | Marilyn Horne                                | EMI                   |
| Great opera composers in song                                                   | Varierande                                                                                         |                  | 1982            |                                  | Jan Eyron (piano)                            | Bluebell              |
| Muzyka Cerkiewna                                                                | Varierande                                                                                         | Warszawa         | 1982            |                                  | Leonard Mróz (bas)                           | Polskie Nagrania Muza |
| Svensk sångantologi [1]                                                         | |                  | 1983            |                                  | Jan Eyron (piano]                            | Bluebell              |
| Svenska duetter                                                                 | Varierande                                                                                         |                  | 1984            |                                  | Rolf Leanderson                              | Bluebell              |
| Svensk sångantologi [2]                                                         | |                  | 1985            |                                  | Jan Eyron (piano]                            | Bluebell              |
| Liturgija Svetog Jovana Zlatoustoga                                             | Stevan Mokranjac                                                                                   | Zagreb           | 1986            | Vladimir Kranjčević              | Akademski Zbor Ivan Goran Kovačić            | Jugoton               |
| Zápisník zmizelého = En försvunnens dagbok                                      | Leoš Janáček                                                                                       | Prag             | 1986            |                                  | Věra Soukupová                               | Supraphon             |
| Krig och fred                                                                   | Sergej Prokofjev                                                                                   | Paris            | 1986            | Mstislav Rostropovich            | Galina Vishnevskaya                          | Erato                 |
| Candide                                                                         | Leonard Bernstein                                                                                  | Washington DC    | 1989            | Leonard Bernstein                | Jerry Hadley                                 | DG                    |
| Boris Godunov                                                                   | Modest Musorgskij                                                                                  | Washington       | 1987            | Mstislav Rostropovich            | Ruggero Raimondi                             | Erato                 |
| Nicolai Gedda Budapesten                                                        | Johann Wolfgang von Goethe (text)                                                                  | Budapest         | 1990            |                                  | Éva Pataki (piano)                           | Radioton              |
| Das Wunder der Heliane                                                          | Erich Wolfgang Korngold                                                                            | Berlin           | 1992            | John Mauceri                     | John David De Haan                           | Decca                 |
| Eugen Onegin                                                                    | Pjotr Tjajkovskij                                                                                  |                  | 1994            | Charles MacKerras                |                                              | EMI                   |

## Filmografi
- 1952 – Eldfågeln